# Henry Vandyke Carter

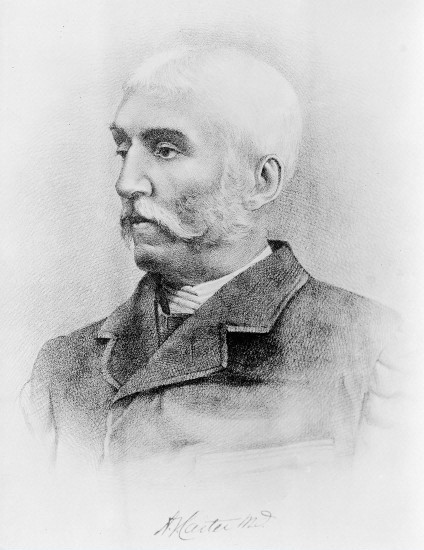
Henry Vandyke Carter

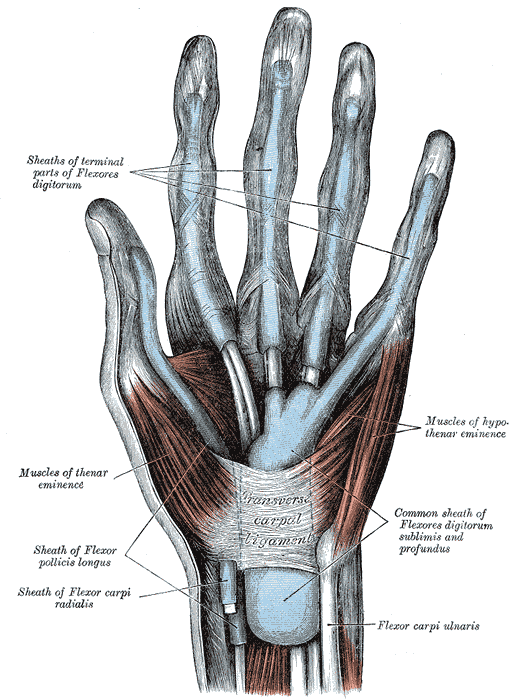
Menschliche Hand, Illustration aus Gray´s Anatomy von Carter

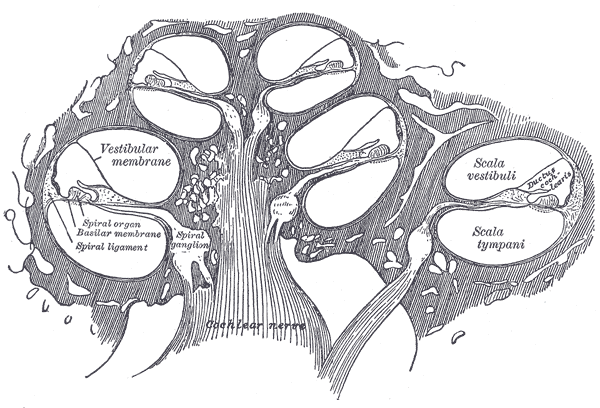
Menschliche Hörschnecke nach Carter, ein Beispiel der Darstellung sehr filigraner Strukturen

Henry Vandyke Carter (* 22. Mai 1831 in Kingston upon Hull; † 4. Mai 1897 in Scarborough) war ein britischer Anatom, Tropenmediziner und Chirurg, bekannt durch seine Illustrationen zu Gray’s Anatomy.

## Leben
Carter war der Sohn des Künstlers Henry Barlow Carter und ging nach dem Besuch der Grammar School in Hull bei einem Apotheker und Chirurgen in die Lehre. Außerdem studierte er Medizin am St. George’s Hospital in London und Anatomie am Royal College of Surgeons (bei Richard Owen und John Thomas Quekett), dessen Mitglied er 1852 wurde, mit dem Abschluss des Bachelor of Medicine an der Universität London 1854.
Ab 1852 arbeitete er als Illustrator für Henry Gray und andere und schuf 1856/57 die Illustrationen zum Standardwerk Gray´s Anatomy, das zuerst 1858 erschien. Beide arbeiteten an der St. George’s Hospital Medical School, wo Carter bis 1857 Demonstrator für Anatomie war. Um dieselbe Zeit wurde er in Medizin promoviert (M.D.) und er ging 1858 nach Indien als Arzt im Indian Medical Service und Professor für Anatomie und Physiologie am Grant Medical College in Bombay. Außerdem war er Assistenz-Chirurg am Jamsetjee Jheejeebhoy Hospital. 1863 bis 1872 war er Chirurg (Civil Surgeon) in Satara. 1876 übernahm er die Leitung des Goculdas Tejpal Hospital in Bombay. 1877 wurde er Direktor (Principal) des Grant Medical College (zunächst provisorisch und dann offiziell) und Chefarzt des Jamsetjee Jheejeebhoy Hospital. Nach seiner Emeritierung 1888 ging er zurück nach England. Er wohnte in Scarborough bei seiner Schwester Lily und starb dort 1897 an Tuberkulose. Im Ruhestand wurde er zum Honorary Deputy Surgeon-General and Honorary Surgeon to the Queen ernannt.
Von ihm stammen einige Beiträge zur Erforschung von Tropenkrankheiten. 1861 führte er den Begriff Myzetom ein (mit George Bidie) für eine Pilzerkrankung des Fußes, die schon von den englischen Ärzten John Gill (als Madura-Fuß, 1842) und John Godfrey (als Fuß-Tuberkulose, 1846) beschrieben worden war. Der Name Myzetom weist auf die Herkunft als Pilzkrankheit, was Carter und Bidie zuerst erkannten. Er entdeckte auch den Erreger des Rattenbissfiebers Spirillum minus (bei einer Epidemie während der Hungersnot 1877/78) und unternahm bedeutende Untersuchungen zu Lepra, die er auch bei einem Europa-Aufenthalt 1872 in Norwegen und anderen Ländern studierte und 1875 in Kathiawar.

## Schriften
- The microscopic structure and mode of formation of urinary calculi, London, 1873
- On mycetoma or the fungus disease of India, London, 1874
- Report on leprosy and leper asylums of Norway, London, 1874
- On leprosy and elephantiasis, London, 1874
- Modern Indian leprosy, Bombay, 1876
- Reports on leprosy, second series, London, 1876
- Spirillum fever: synonyms famine or relapsing fever as seen in Western India, London, 1882